# Natalia Ginzburg
Natalia Ginzburg, nata Levi (pronuncia [nataˈliːa ˈɡinʦburɡ], accento sulla i ) (Palermo, 14 luglio 1916 – Roma, 8 ottobre 1991), è stata una scrittrice, drammaturga, traduttrice e politica italiana, figura di primo piano della letteratura italiana del Novecento.

## Biografia

### Origini
Natalia Levi nacque il 14 luglio 1916 a Palermo, figlia di Giuseppe Levi, illustre scienziato triestino ebreo, e di Lidia Tanzi, milanese cattolica, sorella di Drusilla Tanzi. La famiglia Levi-Tanzi annoverava illustri personaggi della società italiana. Il padre era professore universitario antifascista e insieme ai tre fratelli di lei sarà imprigionato e processato con l'accusa di antifascismo. I genitori diedero a Natalia e ai fratelli un'educazione atea.

### Formazione e attività letteraria
Natalia trascorse l'infanzia e l'adolescenza a Torino. Della sua prima giovinezza raccontò lei stessa in alcuni testi autobiografici pubblicati soprattutto in età avanzata, fra cui I baffi bianchi (in Mai devi domandarmi, 1970). Compì gli studi elementari privatamente, trascorrendo quindi in solitudine la sua infanzia; sin dalla tenera età si dedicò alla scrittura di poesie. Si iscrisse poi al liceo - ginnasio Vittorio Alfieri, vivendo come un trauma il passaggio alla scuola pubblica. Già nel periodo liceale si dedicò alla stesura di racconti e testi brevi, primo fra tutti Un'assenza (la sua «prima cosa seria»), poi pubblicato sulla rivista Letteratura negli anni Trenta. Abbandonò invece la poesia; a tredici anni aveva fra l'altro spedito alcuni suoi componimenti a Benedetto Croce, che espresse un giudizio negativo su di essi.
Esordì nel 1933 con il suo primo racconto, I bambini, pubblicato dalla rivista "Solaria", e nel 1938 sposò Leone Ginzburg, col cui cognome firmerà in seguito tutte le proprie opere. Dalla loro unione nacquero due figli e una figlia: Carlo (Torino, 15 aprile 1939), che diverrà un noto storico e saggista, Andrea (Torino, 9 aprile 1940 – Bologna, 4 marzo 2018) e Alessandra (Pizzoli, 20 marzo 1943).
In quegli anni strinse legami con i maggiori rappresentanti dell'antifascismo torinese e in particolare con gli intellettuali della casa editrice Einaudi della quale il marito, docente universitario di letteratura russa, era collaboratore dal 1933.
Nel 1940 seguì il marito, inviato al confino per motivi politici e razziali, a Pizzoli in Abruzzo, dove rimase fino al 1943.
Nel 1942 scrisse e pubblicò, con lo pseudonimo di Alessandra Tornimparte, il primo romanzo, dal titolo La strada che va in città, che verrà ristampato nel 1945 con il nome dell'autrice.
In seguito alla morte del marito, torturato e ucciso nel febbraio del 1944 nel carcere romano di Regina Coeli, nell'ottobre dello stesso anno Natalia giunse a Roma, da poco liberata, e si impiegò presso la sede capitolina della casa editrice Einaudi. Nell'autunno del 1945 ritornò a Torino, dove rientrarono anche i suoi genitori e i tre figli, che durante i mesi dell'occupazione tedesca si erano rifugiati in Toscana.
Nel 1947 esce il suo secondo romanzo È stato così che vince il premio letterario "Tempo".
In quello stesso periodo, come ha rivelato Primo Levi a Ferdinando Camon in una lunga conversazione diventata un libro nel 1987 e poi lo stesso Giulio Einaudi in una intervista televisiva, diede parere negativo alla pubblicazione di Se questo è un uomo di Primo Levi. Il libro uscirà per una piccola casa editrice, la De Silva di Franco Antonicelli, in 2500 copie, e solo nel 1958 verrà riproposto da Einaudi diventando il grande classico che conosciamo.
Nel 1950 sposò l'anglista Gabriele Baldini, docente di letteratura inglese e direttore dell'Istituto Italiano di Cultura a Londra, con il quale concepirà la figlia Susanna (4 settembre 1954 – 15 luglio 2002) e il figlio Antonio (6 gennaio 1959 – 3 marzo 1960), entrambi portatori di handicap.
Iniziò per Natalia un periodo ricco in termini di produzione letteraria, che si rivelò prevalentemente orientata sui temi della memoria e dell'indagine psicologica.
Nel 1952 pubblicò Tutti i nostri ieri; nel 1957 il volume di racconti lunghi, Valentino, che vinse il premio Viareggio, e il romanzo Sagittario; nel 1961 Le voci della sera che, insieme al romanzo d'esordio, verrà successivamente raccolto nel 1964 nel volume Cinque romanzi brevi.
Nel 1962 uscì la raccolta di racconti e saggi Le piccole virtù, e nel 1963 la scrittrice vinse il premio Strega con Lessico famigliare, memoir accolto da un forte consenso di critica e di pubblico.
Nel decennio successivo seguirono, nella narrativa e nel giornalismo di costume e di critica, i volumi Mai devi domandarmi del 1970 e Vita immaginaria del 1974. In questo periodo Natalia Ginzburg fu anche collaboratrice assidua del Corriere della Sera, che pubblicò numerosi suoi elzeviri su argomenti di critica letteraria, cultura, teatro e spettacolo. Tra questi, una sua lettura critica, con uno sguardo al femminile, del film Sussurri e grida ottenne un forte riscontro nel panorama letterario e culturale nazionale, divenendo un punto di riferimento per la critica bergmaniana.
Nella successiva produzione la scrittrice, che si era rivelata anche fine traduttrice con La strada di Swann di Proust, ripropose in modo più approfondito i temi del microcosmo familiare con il romanzo Caro Michele del 1973, il racconto Famiglia del 1977, il romanzo epistolare La città e la casa del 1984, oltre al volume del 1983 La famiglia Manzoni, visto in una prospettiva saggistica.
Natalia Ginzburg fu inoltre autrice di commedie tra le quali Ti ho sposato per allegria del 1965 e Paese di mare del 1972.

### Gli anni dell'attivismo politico

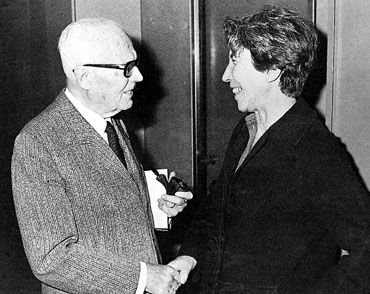
Natalia Ginzburg in compagnia di Sandro Pertini

È l'anno 1969 a costituire un punto di svolta nella vita della scrittrice: il secondo marito morì e, mentre cominciava in Italia, con la strage di piazza Fontana, il periodo cosiddetto della strategia della tensione, la Ginzburg intensificò il proprio impegno dedicandosi sempre più attivamente alla vita politica e culturale del Paese, in sintonia con la maggioranza degli intellettuali italiani militanti orientati verso posizioni di sinistra.
Nel 1971 sottoscrisse, assieme a numerosi intellettuali, autori, artisti e registi, la lettera aperta a L'Espresso sul caso Pinelli, documento attraverso cui si denunciano, riguardo alla morte di Giuseppe Pinelli, le presunte responsabilità dei funzionari di polizia della questura di Milano (con particolare riferimento al commissario Luigi Calabresi). Tale adesione verrà più volte ricordata dalla stampa in seguito al matrimonio della nipote della Ginzburg, Caterina, con Mario Calabresi, figlio del commissario nel frattempo assassinato. Nello stesso anno si unì ai firmatari di un'autodenuncia di solidarietà verso alcuni giornalisti di Lotta Continua accusati di istigazione alla violenza.
Nel 1976 partecipò alla campagna innocentista in favore di Fabrizio Panzieri e Alvaro Lojacono, i due militanti di Potere Operaio che saranno poi condannati per i reati a loro imputati (tra cui l'omicidio dello studente nazionalista greco Mikis Mantakas).
Nel 1983 venne eletta al Parlamento nelle liste del Partito Comunista Italiano.
Il 25 marzo 1988 scrisse per l'Unità un articolo divenuto famoso, dal titolo: Quella croce rappresenta tutti, difendendo la presenza del simbolo religioso nelle scuole e opponendosi alle contestazioni di quegli anni.

### Morte
Morì a Roma nelle prime ore dell'8 ottobre 1991. È sepolta al cimitero del Verano di Roma.

## Opere

### Raccolte
- Cinque romanzi brevi, Collana Supercoralli, Torino, Einaudi, 1964 (contiene: La strada che va in città; È stato così; Valentino; Sagittario; Le voci della sera); col titolo Cinque romanzi brevi e altri racconti, Introduzione di Cesare Garboli, Collana ET, Einaudi, 1993; Collana ET Scrittori, Einaudi, 2005.
- Opere, vol. I, Prefazione di C. Garboli, Collana I Meridiani, Mondadori, Milano, 1986, ISBN 978-88-042-5910-7. [contiene: La strada che va in città, È stato così, Racconti brevi, Valentino, Tutti i nostri ieri, Sagittario, Le voci della sera, Le piccole virtù, Lessico Famigliare, Commedie]
- Opere, vol. II, Collana I Meridiani, Mondadori, Milano, 1987, ISBN 978-88-042-5910-7. [contiene: Mai devi domandarmi, Paese di mare, Caro Michele, Vita immaginaria, La famiglia Manzoni, Scritti sparsi, La città e la casa, Famiglia]

### Romanzi e racconti
- La strada che va in città, come Alessandra Tornimparte, Torino, Einaudi, 1942
- La strada che va in città e altri racconti, Roma, Einaudi, 1945
- È stato così, Torino, Einaudi, 1947
- Tutti i nostri ieri, Torino, Einaudi, 1952
- Valentino, Torino, Einaudi, 1957
- Sagittario, Torino, Einaudi, 1957
- Le voci della sera, Torino, Einaudi, 1961
- Lessico famigliare, Torino, Einaudi, 1963
- Caro Michele, Milano, Mondadori, 1973; Torino, Einaudi, 1995
- Famiglia, Torino, Einaudi, 1977
- La famiglia Manzoni, Torino, Einaudi, 1983
- La città e la casa, Torino, Einaudi, 1984

### Saggi e memorie
- Marcel Proust, poeta della memoria, in Giansiro Ferrata e Natalia Ginzburg, Romanzi del '900, vol. I, Torino, Edizioni Radio Italiana, 1956.
- Le piccole virtù, Torino, Einaudi, 1962; nuova ed., a cura di Domenico Scarpa, Einaudi, 2005.
- Mai devi domandarmi, Garzanti, Milano, 1970; poi Einaudi, Torino, 1989; dal 2002 con introduzione di Cesare Garboli [raccoglie articoli pubblicati su La Stampa e Corriere della Sera negli anni 1968-1970, con alcuni scritti inediti]
- Vita immaginaria, Collana Scrittori italiani e stranieri, Milano, Mondadori, 1974; nuova ed., a cura di Domenico Scarpa, Collana Super ET, Torino, Einaudi, 2021, ISBN 978-88-062-0546-1. [raccoglie articoli pubblicati su La Stampa e Corriere della sera negli anni 1969-1974, con un inedito]
- Serena Cruz o la vera giustizia, Einaudi, Torino, 1990.
- È difficile parlare di sé. Conversazione a più voci condotta da Marino Sinibaldi, a cura di Cesare Garboli e Lisa Ginzburg, Einaudi, Torino 1999. [contiene un'intervista autobiografica andata in onda a Radio 3 nella primavera del 1991]
- Non possiamo saperlo. Saggi 1973-1990, a cura di Domenico Scarpa, Einaudi, Torino, 2001. [raccoglie scritti di letteratura e di cinema, ricordi di amici scomparsi, pronunciamenti su questioni morali, interventi politici e una Autobiografia in terza persona]
- Un'assenza. Racconti, memorie, cronache 1933-1988, a cura di Domenico Scarpa, Einaudi, Torino 2016. [contiene, tra le altre cose, alcuni reportage giornalistici, la poesia Memoria e il Discorso sulle donne]

### Teatro
- Ti ho sposato per allegria, Torino, Einaudi, 1966.
- Ti ho sposato per allegria e altre commedie, Torino, Einaudi, 1968 [contiene: Ti ho sposato per allegria; L'inserzione; Fragola e panna; La segretaria]
- Paese di mare e altre commedie, Milano, Garzanti, 1971 [contiene: Dialogo; Paese di mare; La porta sbagliata; La parrucca]
- Teatro, Nota di Natalia Ginzburg, Torino, Einaudi, 1990 [contiene i testi della raccolta Paese di mare e altre commedie preceduti da L'intervista e La poltrona]
- Tutto il teatro, a cura di Domenico Scarpa, Nota di N. Ginzburg, Torino, Einaudi, 2005. [contiene i testi delle raccolte Ti ho sposato per allegria e altre commedie e Teatro, seguiti da Il cormorano]

### Traduzioni
- Vercors, Il silenzio del mare, Einaudi, Roma, 1945.
- Marcel Proust, La strada di Swann, Einaudi, Torino 1946; ed. riveduta e corretta sull'Edizione Pléiade, Einaudi, 1991.
- Gustave Flaubert, La signora Bovary, Einaudi, Torino, 1983.
- Molyda Szymusiak, Il racconto di Peuw, bambina cambogiana, Einaudi, Torino, 1986.
- Marguerite Duras, Suzanna Andler, Collezione di teatro, Torino, Einaudi, 1987.
- Sirkku Talja, Non mi dimenticare, Bollati Boringhieri, Torino, 1988.
- Guy de Maupassant, Una vita, a cura di Giacomo Magrini, Collana Scrittori tradotti da scrittori, Torino, Einaudi, 1994.

### Lettere
- (con Cesare Pavese e Felice Balbo) Lettere a Ludovica, a cura di Carlo Ginzburg, Archinto 2008 (raccoglie lettere a Ludovica Nagel).

## Le sue opere al cinema e in televisione
Dalla commedia Ti ho sposato per allegria (1967), Luciano Salce ha tratto un film con Giorgio Albertazzi, Monica Vitti, Maria Grazia Buccella e Italia Marchesini.
Da Teresa, invece, adattata da Michel Arnaud, il regista francese Gérard Vergez ha tratto nel 1970 un film con Suzanne Flon e Anne Doat.
Dal romanzo Caro Michele, adattato da Suso Cecchi D'Amico e Tonino Guerra, Mario Monicelli ha tratto nel 1976 un film in cui recitavano Mariangela Melato, Delphine Seyrig e Aurore Clément; lo scrittore Alfonso Gatto vi aveva la parte del padre di Michele.
Dal romanzo È stato così, nel 1977 è stato tratto un film per la televisione in due puntate, diretto da Tomaso Sherman e interpretato da Stefania Casini, Stefano Satta Flores, Laura Belli e Antonella Lualdi.
Vanno infine menzionati i film La mère (1995), della francese Caroline Bottaro e Las voces de la noche (2003) di Salvador García Ruiz.

## Intitolazioni

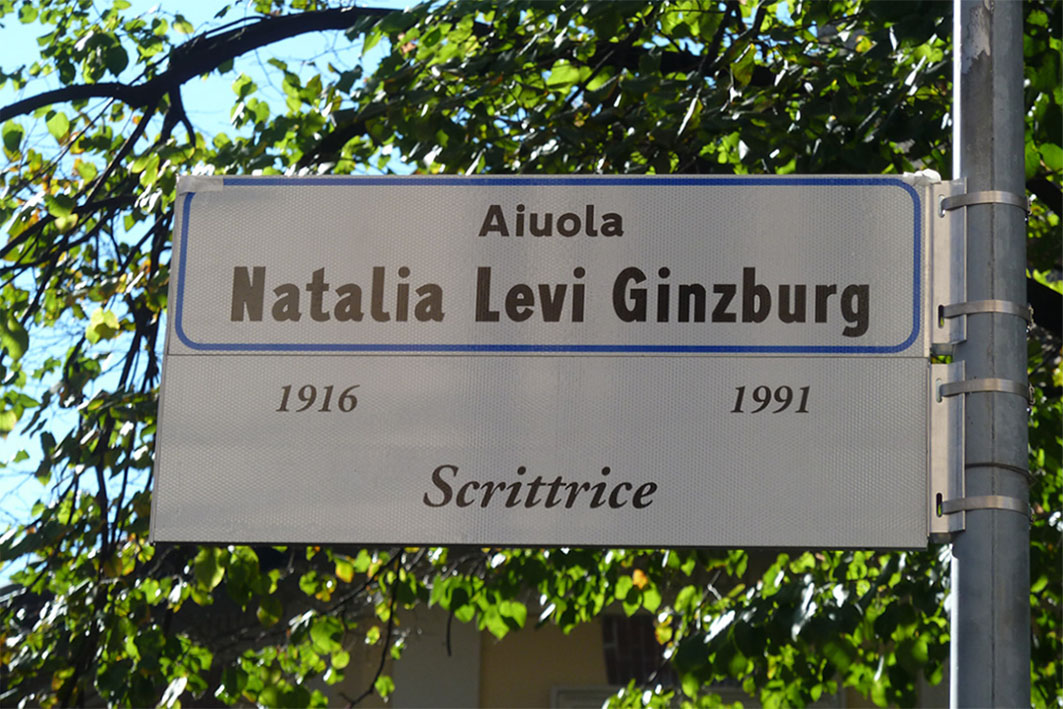
Toponomastica dedicata a Natalia Levi Ginzburg a Torino.

- Molte città italiane e paesi hanno dedicato aree di circolazione a Natalia Levi Ginzburg: Roma, Lecce, Palermo, Prato, Torino, Modena, L'Aquila, Vibo Valentia, Ivrea (TO), Porzano, località di Leno (BS), Nonantola (MO), Carpi (MO), San Giovanni in Persiceto (BO), Castenaso (BO), Jesolo (VE), Santa Croce sull'Arno (PI), Cepagatti (PE), Guidonia (RM), Masseria Grande, località di Lecce (LE), Sestri Levante (GE), Lanciano (CH), Fidenza (PR)

- Torino, Bologna e Castel Maggiore (BO), Pizzoli (AQ) le hanno intitolato una biblioteca.

- Nel 2014, in occasione del XXIII anniversario della sua morte, la città di Torino ha posto sulla sua abitazione, al numero 11 di via Morgari, una lapide commemorativa, intitolandole, nel contempo, l'aiuola antistante, tra via Morgari e via Belfiore.

- Nel 2016, per il centenario della sua nascita, la città di Palermo ha collocato una targa sulla sua casa natale, in via Libertà 101.